# Liste de revues de chimie
Cette liste répertorie des revues de chimie. Elles publient entre autres les travaux primaires.
| Titre                                                                         | Abréviation                            | Année de fondation | Parution(s) par an |
| ----------------------------------------------------------------------------- | -------------------------------------- | ------------------ | ------------------ |
| Accounts of Chemical Research                                                 | Acc. Chem. Res.                        | 1968               | 12                 |
| ACS Applied Materials & Interfaces                                            | ACS Appl. Mater. Interfaces            | 2009               | 12                 |
| ACS Chemical Neuroscience                                                     | ACS Chem. Neurosci.                    | 2010               | 12                 |
| ACS Medicinal Chemistry Letters                                               | ACS Med. Chem. Lett.                   | 2010               | 12                 |
| ACS Nano                                                                      | ACS Nano                               | 2007               | 12                 |
| Acta Chemica Scandinavica                                                     | Acta Chem. Scand.                      | 1947               | 12                 |
| Acta Chimica Hungarica, Models in Chemistry                                   | ACH Models Chem.                       | 1946               | 12                 |
| Acta Chimica Slovenica                                                        | Acta Chim. Slov.                       | 1954               | 4                  |
| Acta Crystallographica Section A: Foundations of Crystallography              | Acta Crystallogr. Sect. A              | 1948               | 6                  |
| Acta Crystallographica Section B: Structural Science                          | Acta Crystallogr. Sect. B              | 1948               | 6                  |
| Acta Crystallographica Section C: Crystal Structure Communications            | Acta Crystallogr. Sect. C              | 1948               | 12                 |
| Acta Crystallographica Section E: Structure Reports Online                    | Acta Crystallogr. Sect. E              | 1948               | 12                 |
| L'Actualité chimique                                                          | Actual Chim.                           | 1973               | 11                 |
| Advanced Engineering Materials                                                | Adv. Eng. Mater.                       | 1999               | 12                 |
| Advanced Functional Materials                                                 | Adv. Funct. Mater.                     | 1992               | 24                 |
| Advanced Materials                                                            | Adv. Mater.                            | 1989               | 48                 |
| Advanced Synthesis & Catalysis (fait suite au Journal für praktische Chemie)  | Adv. Synth. Catal.                     | 2001               | 10                 |
| Aldrichimica Acta                                                             | Aldrichimica Acta                      | 1968               | 3 à 4              |
| Anales de Química                                                             | An. Quím.                              | 1903               | 12                 |
| Anales de la Real Sociedad Española de Química                                | An. R. Soc. Esp. Quím.                 | 1999               | 4                  |
| Analyst                                                                       | Analyst                                | 1876               | 12                 |
| Analytical Chemistry                                                          | Anal. Chem.                            | 1929               | 24                 |
| Analytical Chemistry Insights                                                 | Anal. Chem. Insights                   | 2006               |                    |
| Analytical Methods                                                            | Anal. Meth.                            | 2009               | 12                 |
| Analytical and Bioanalytical Chemistry                                        | Anal. Bioanal. Chem.                   | 1862               | 24                 |
| Angewandte Chemie                                                             | Angew. Chem. Int. Ed.                  | 1888               | 52                 |
| Annales de chimie - Science des matériaux                                     | Ann. Chim.-Sci. Mat.                   | 1789               | 6                  |
| Annales de chimie et de physique                                              | Annal. Chim. Phys.                     | 1816               | 12                 |
| Annual Reports on the Progress of Chemistry, Section A (chimie inorganique)   | Annu. Rep. Prog. Chem. Sect. A         | 1904               | 1                  |
| Annual Reports on the Progress of Chemistry, Section B (chimie organique)     | Annu. Rep. Prog. Chem. Sect. B         | 1904               | 1                  |
| Annual Reports on the Progress of Chemistry, Section C (chimie physique)      | Annu. Rep. Prog. Chem. Sect. C         | 1904               | 1                  |
| Antiviral Chemistry & Chemotherapy                                            | Antivir. Chem. Chemother.              | 1990               | 6                  |
| Applied Organometallic Chemistry                                              | Appl. Organomet. Chem.                 | 1987               | 12                 |
| Applied Radiation and Isotopes                                                | Appl. Radiat. Isot.                    | 1956               | 12                 |
| ARKIVOC                                                                       | ARKIVOC                                | 2000               | 16                 |
| Australian Journal of Chemistry                                               | Aust. J. Chem.                         | 1948               | 12                 |
| Beilstein Journal of Organic Chemistry                                        | Beilstein J. Org. Chem.                | 2005               |                    |
| Bioorganic & Medicinal Chemistry                                              | Bioorg. Med. Chem.                     | 1993               | 24                 |
| Bioorganic & Medicinal Chemistry Letters                                      | Bioorg. Med. Chem. Lett.               | 1991               | 24                 |
| Bioorganic Chemistry                                                          | Bioorg. Chem.                          | 1971               | 6                  |
| Bulletin de la Société Chimique de France                                     | Bull. Soc. Chim. Fr.                   | 1858               | 12                 |
| Bulletin des Sociétés Chimiques Belges                                        | Bull. Soc. Chim. Belg.                 | 1887               | 12                 |
| Bulletin of the Chemical Society of Japan                                     | Bull. Chem. Soc. Jpn.                  | 1926               | 12                 |
| Bulletin of the Korean Chemical Society                                       | Bull. Korean Chem. Soc.                | 1980               | 12                 |
| Canadian Journal of Chemistry                                                 | Can. J. Chem                           | 1929               | 12                 |
| Carbon                                                                        | Carbon                                 | 1964               | 15                 |
| Carbohydrate Research                                                         | Carbohydr. Res.                        | 1965               | 18                 |
| Catalysis Letters                                                             | Catal. Lett.                           | 1988               | 24                 |
| Central European Journal of Chemistry                                         | Cent. Eur. J. Chem.                    | 2003               | 4                  |
| Chemical & Engineering News                                                   | Chem. Eng. News                        | 1923               | 51                 |
| Chemical Communications                                                       | Chem. Comm.                            | 1965               | 48                 |
| The Chemical Educator                                                         | Chem. Educator                         | 1996               |                    |
| Chemical Reviews                                                              | Chem. Rev.                             | 1924               | 12                 |
| Chemical Society Reviews                                                      | Chem. Soc. Rev.                        | 1947               | 12                 |
| Chemie in unserer Zeit                                                        | Chem. Unserer Zeit                     | 1967               | 6                  |
| Chemische Berichte                                                            | Chem. Ber.                             | 1868               | 12                 |
| Chemistry: A European Journal                                                 | Chem. Eur. J.                          | 1995               | 24                 |
| Chemistry Education Research and Practice                                     | Chem. Educ. Res. Pract.                | 1997               | 4                  |
| Chemistry & Industry                                                          | Chem. Ind.                             | 1923               | 24                 |
| Chemistry Letters                                                             | Chem. Lett.                            | 1972               | 12                 |
| Chemistry of Heterocyclic Compounds (Khimiya Geterotsiklicheskikh Soedinenii) | Chem. Heterocycl. Compd.               | 1965               | 12                 |
| Chemistry of Materials                                                        | Chem. Mat.                             | 1989               | 24                 |
| ChemMedChem                                                                   | ChemMedChem                            | 2006               | 12                 |
| Chemosphere                                                                   | Chemosphere                            | 1972               | 40                 |
| ChemPhysChem                                                                  | ChemPhysChem                           | 2000               | 18                 |
| Chimia                                                                        | Chimia                                 | 1947               | 10                 |
| Chimika Chronika                                                              |                                        | 1936               | 4                  |
| Chirality                                                                     | Chirality                              | 2006               | 10                 |
| Collection of Czechoslovak Chemical Communications                            | Collect. Czech. Chem. Commun.          | 1929               | 12                 |
| Combinatorial Chemistry & High Throughput Screening                           | Comb. Chem. High Throughput Screen.    | 1998               | 10                 |
| Combinatorial Chemistry - An Online Journal                                   | Comb. Chem.                            | 1998               | 12                 |
| Crystal Growth & Design                                                       | Cryst. Growth Des.                     | 2001               | 12                 |
| CrystEngComm                                                                  | CrystEngComm                           | 1999               | 12                 |
| Current Medicinal Chemistry                                                   | Curr. Med. Chem.                       | 1994               | 36                 |
| Current Organic Chemistry                                                     | Curr. Org. Chem.                       | 1997               | 18                 |
| Current Organic Synthesis                                                     | Curr. Org. Synth.                      | 2004               | 4                  |
| Dalton Transactions                                                           | Dalton Trans.                          | 1966               | 48                 |
| Doklady Chemistry                                                             | Dokl. Chem.                            | 1992               | 12                 |
| Energy & Fuels                                                                | Energy Fuels                           | 1987               | 12                 |
| Environmental Science & Technology                                            | Environ. Sci. Technol.                 | 1967               | 24                 |
| European Journal of Inorganic Chemistry                                       | Eur. J. Inorg. Chem.                   | 1998               | 36                 |
| European Journal of Medicinal Chemistry                                       | Eur. J. Med. Chem.                     | 1965               | 12                 |
| European Journal of Organic Chemistry                                         | Eur. J. Org. Chem.                     | 1998               | 36                 |
| Faraday Discussions                                                           | Faraday Discuss.                       | 1947               | 3                  |
| Il Farmaco                                                                    | Farmaco                                | 1946               | 12                 |
| Gazzetta Chimica Italiana                                                     | Gazz. Chim. Ital.                      | 1871               | 12                 |
| Green Chemistry                                                               | Green Chem.                            | 1999               | 12                 |
| Helvetica Chimica Acta                                                        | Helv. Chim. Acta                       | 1918               | 12                 |
| Heteroatom Chemistry                                                          | Heteroatom Chem.                       | 1990               | 7                  |
| Heterocycles                                                                  | Heterocycles                           | 1973               | 12                 |
| Heterocyclic Communications                                                   | Heterocycl. Commun.                    | 1994               | 6                  |
| Indian Journal of Heterocyclic Chemistry                                      | Indian J. Heterocycl. Chem.            | 1991               | 4                  |
| International Journal of Chemical Kinetics                                    | Int. J. Chem. Kinet.                   | 1969               | 12                 |
| Inorganic Chemistry                                                           | Inorg. Chem.                           | 1962               | 24                 |
| Inorganica Chimica Acta                                                       | Inorg. Chim. Acta                      | 1967               | 15                 |
| Israel Journal of Chemistry                                                   | Isr. J. Chem.                          | 1963               | 4                  |
| Journal für praktische Chemie                                                 | J. Prakt. Chem.                        | 1834               | 8                  |
| Journal of Biological Chemistry                                               | J. Biol. Chem.                         | 1905               | 52                 |
| Journal of Catalysis                                                          | J. Cat.                                | 1962               | 16                 |
| Journal of Chemical Physics                                                   | J. Chem. Phys                          | 1933               | 48                 |
| Journal of Chemical Research                                                  | J. Chem. Res.                          | 1977               | 12                 |
| Journal of Chemical Theory and Computation                                    | J. Chem. Theory Comput.                | 2005               | 12                 |
| Journal of Combinatorial Chemistry                                            | J. Comb. Chem.                         | 1999               | 6                  |
| Journal of Computational Chemistry                                            | J. Comput. Chem.                       | 1980               | 16                 |
| Journal of Fluorine Chemistry                                                 | J. Fluorine Chem.                      | 1971               | 12                 |
| Journal of Heterocyclic Chemistry                                             | J. Heterocycl. Chem.                   | 1964               | 6                  |
| Journal of Mass Spectrometry                                                  | J. Mass Spectrom.                      | 1968               | 12                 |
| Journal of Medicinal Chemistry                                                | J. Med. Chem.                          | 1959               | 24                 |
| Journal of Molecular Modeling                                                 | J. Mol. Model.                         | 1995               | 12                 |
| Journal of Natural Products                                                   | J. Nat. Prod.                          | 1979               | 12                 |
| Journal of Organic Chemistry                                                  | J. Org. Chem.                          | 1936               | 24                 |
| Journal of Organometallic Chemistry                                           | J. Organomet. Chem.                    | 1963               | 26                 |
| Journal of Physical Chemistry A                                               | J. Phys. Chem. A                       | 1997               | 52                 |
| Journal of Physical Chemistry B                                               | J. Phys. Chem. B                       | 1997               | 52                 |
| Journal of Physical Chemistry C                                               | J. Phys. Chem. C                       | 2007               | 52                 |
| Journal of Physical Chemistry Letters                                         | J. Phys. Chem. Lett.                   | 2010               | 26                 |
| Journal of Sulfur Chemistry                                                   | J. Sulfur Chem.                        | 1980               | 6                  |
| Journal of Synthetic Organic Chemistry, Japan                                 | J. Synth. Org. Chem. Jpn.              | 1943               | 12                 |
| Journal of the American Chemical Society                                      | J. Am. Chem. Soc.                      | 1879               | 52                 |
| Journal of the Chemical Society                                               | J. Chem. Soc.                          | 1841               |                    |
| Journal of the Chemical Society, Perkin Transactions 1                        | J. Chem. Soc., Perkin Trans 1          | 1972               | 24                 |
| Journal of the Chemical Society, Perkin Transactions 2                        | J. Chem. Soc., Perkin Trans 2          | 1972               | 24                 |
| Langmuir                                                                      | Langmuir                               | 1985               | 24                 |
| Letters in Organic Chemistry                                                  | Lett. Org. Chem.                       | 2004               | 8                  |
| Liebigs Annalen                                                               | Liebigs Ann.                           | 1832               | 12                 |
| Macromolecular Chemistry and Physics                                          | Macromol. Chem. Phys.                  | 1947               | 24                 |
| Main Group Metal Chemistry                                                    | Main Group Met. Chem.                  | 1977               | 12                 |
| Medicinal Chemistry Research                                                  | Med. Chem. Res.                        | 1991               | 9                  |
| Mendeleev Communications                                                      | Mendeleev Commun.                      | 1991               | 6                  |
| Mini-Reviews in Organic Chemistry                                             | Mini-Rev. Org. Chem.                   | 2004               | 4                  |
| Molecular Pharmaceutics                                                       | Mol. Pharm.                            | 2004               | 6                  |
| Molecules                                                                     | Molecules                              | 1996               | 12                 |
| Molecules Online                                                              | Mol. Online                            | 1996               | 11                 |
| Monatshefte für Chemie - Chemical Monthly                                     | Mon. Chem.                             | 1880               | 12                 |
| Natural Product Reports                                                       | Nat. Prod. Rep.                        | 1984               | 12                 |
| Nature Chemistry                                                              | Nat. Chem.                             | 2009               | 12                 |
| New Journal of Chemistry                                                      | New. J. Chem.                          | 1977               | 12                 |
| Nucleic Acids Symposium Series                                                | Nucleic Acids Symp. Ser.               |                    | 1                  |
| Organic & Biomolecular Chemistry                                              | Org. Biomol. Chem.                     | 1966               | 24                 |
| Organic Letters                                                               | Org. Lett.                             | 1999               | 24                 |
| Organic Mass Spectrometry                                                     | Org. Mass Spectrom.                    | 1968               | 12                 |
| Organic Preparations and Procedures International                             | Org. Prep. Proced. Int.                | 1969               | 6                  |
| Organic Process Research & Development                                        | Org. Process Res. Dev.                 | 1997               | 6                  |
| Organic Syntheses                                                             | Org. Synth.                            | 1921               | 1                  |
| Organometallics                                                               | Organometallics                        | 1982               | 12                 |
| Physical Chemistry Chemical Physics                                           | Phys. Chem. Chem. Phys.                | 1905               | 48                 |
| Phosphorus, Sulfur, and Silicon and the Related Elements                      | Phosphorus Sulfur Silicon Relat. Elem. | 1976               | 12                 |
| Photochemistry and Photobiology                                               | Photochem. Photobiol.                  | 1962               | 12                 |
| Polish Journal of Chemistry                                                   | Pol. J. Chem.                          | 1921               | 12                 |
| Polyhedron                                                                    | Polyhedron                             | 1982               | 18                 |
| Propellants, Explosives, Pyrotechnics                                         | Propellants Explos. Pyrotech.          | 1976               | 6                  |
| Pure and Applied Chemistry                                                    | Pure Appl. Chem.                       | 1960               | 12                 |
| Radiochimica Acta                                                             | Radiochim. Acta                        | 1963               | 12                 |
| Recueil des Travaux Chimiques des Pays-Bas                                    | Recl. Trav. Chim. Pays-Bas             | 1882               | 12                 |
| Research on Chemical Intermediates                                            | Res. Chem. Intermed.                   | 1973               | 9                  |
| Revista Portuguesa de Química                                                 | Rev. Port. Quim.                       | 1958               | 4                  |
| Russian Chemical Reviews (Uspekhi Khimii)                                     | Russ. Chem. Rev.                       | 1932               | 12                 |
| Russian Journal of Organic Chemistry                                          | Russ. J. Org. Chem.                    | 1965               | 12                 |
| Sulfur Letters                                                                | Sulf. Lett.                            | 1982               | 6                  |
| Synfacts                                                                      | Synfacts                               | 2005               | 12                 |
| Synlett                                                                       | Synlett                                | 1989               | 20                 |
| Synthesis                                                                     | Synthesis                              | 1969               | 24                 |
| Synthetic Communications                                                      | Synth. Commun.                         | 1971               | 24                 |
| Tetrahedron                                                                   | Tetrahedron                            | 1957               | 52                 |
| Tetrahedron: Asymmetry                                                        | Tetrahedron: Asymmetry                 | 1990               | 24                 |
| Tetrahedron Letters                                                           | Tetrahedron Lett.                      | 1959               | 52                 |
| Thermochimica Acta                                                            | Thermochim. Acta                       | 1974               | 24                 |
| Talanta                                                                       | Talanta                                | 1958               | 15                 |
| Topics in Current Chemistry                                                   | Top. Curr. Chem.                       | 1949               | 6                  |
| Zeitschrift für Naturforschung B - A Journal of Chemical Sciences             | Z. Naturforsch. B                      | 1946               | 12                 |
| Zeitschrift für Physikalische Chemie                                          | Z. Phys. Chem.                         | 1887               | 12                 |